# 伏尔加-维亚特卡经济地区
伏尔加-维亚特卡经济地区（俄语：Во́лго-Вя́тский экономи́ческий райо́н），又译伏尔加-维亚特卡经济区，是俄罗斯的12个经济地区之一。
伏尔加-维亚特卡经济区为2008年俄罗斯的国内生产总值贡献了3%。其整个经济区都位于伏尔加联邦管区境内。

## 联邦主体
- 楚瓦什共和国
- 基洛夫州
- 马里埃尔共和国
- 莫尔多瓦共和国
- 下诺夫哥罗德州